# Virslīga (1996)
Sezon 1996 był 5. edycją rozgrywek piłkarskich o mistrzostwo Łotwy.

## 1. runda
|    | Klub                  | M  | Z  | R | P  | Br+ | Br- | Br+/- | Pkt |
| -- | --------------------- | -- | -- | - | -- | --- | --- | ----- | --- |
| 1  | Skonto Ryga           | 18 | 15 | 2 | 1  | 74  | 9   | 65    | 47  |
| 2  | Daugava Ryga          | 18 | 13 | 4 | 1  | 41  | 11  | 30    | 43  |
| 3  | Dinaburg Daugavpils   | 18 | 9  | 5 | 4  | 30  | 19  | 11    | 32  |
| 4  | Liepājas Metalurgs    | 18 | 8  | 4 | 6  | 23  | 21  | 2     | 28  |
| 5  | Universitāte Ryga     | 18 | 7  | 5 | 6  | 24  | 29  | -5    | 26  |
| 6  | Starts Brocēni        | 18 | 5  | 5 | 8  | 20  | 35  | -15   | 20  |
| 7  | FK Vairogs            | 18 | 5  | 3 | 10 | 19  | 32  | -13   | 18  |
| 8  | Lokomotīve Daugavpils | 18 | 4  | 5 | 9  | 18  | 31  | -13   | 17  |
| 9  | Skonto/Metāls Ryga    | 18 | 2  | 3 | 13 | 9   | 38  | -29   | 9   |
| 10 | Jūrnieks Ryga         | 18 | 1  | 6 | 11 | 11  | 44  | -33   | 9   |

## 2. runda

### Grupa mistrzowska
|   | Klub                | M  | Z  | R | P  | Br+ | Br- | Br+/- | Pkt |
| - | ------------------- | -- | -- | - | -- | --- | --- | ----- | --- |
| 1 | Skonto Ryga         | 28 | 23 | 4 | 1  | 98  | 12  | 86    | 73  |
| 2 | Daugava Ryga        | 28 | 18 | 7 | 3  | 61  | 18  | 43    | 61  |
| 3 | Dinaburg Daugavpils | 28 | 13 | 8 | 7  | 53  | 31  | 22    | 47  |
| 4 | Universitāte Ryga   | 28 | 11 | 6 | 11 | 37  | 45  | -8    | 39  |
| 5 | Liepājas Metalurgs  | 28 | 11 | 5 | 12 | 32  | 44  | -12   | 38  |
| 6 | Starts Brocēni      | 28 | 6  | 5 | 17 | 26  | 69  | -43   | 23  |

### Grupa spadkowa
|    | Klub                  | M  | Z  | R | P  | Br+ | Br- | Br+/- | Pkt |
| -- | --------------------- | -- | -- | - | -- | --- | --- | ----- | --- |
| 7  | Lokomotīve Daugavpils | 30 | 10 | 9 | 11 | 38  | 45  | -7    | 39  |
| 8  | FK Vairogs            | 30 | 9  | 6 | 15 | 37  | 54  | -17   | 33  |
| 9  | Skonto/Metāls Ryga    | 30 | 7  | 6 | 15 | 25  | 53  | -28   | 27  |
| 10 | Jūrnieks Ryga         | 30 | 4  | 8 | 18 | 25  | 61  | -36   | 20  |

## Najlepsi strzelcy
|   | Piłkarz             | Klub                | Gole |
| - | ------------------- | ------------------- | ---- |
| 1 | Mihails Miholaps    | Daugava Ryga        | 33   |
| 2 | Aleksandr Pindeyev  | Skonto Ryga         | 17   |
| 3 | Vladimirs Babičevs  | Skonto Ryga         | 16   |
| - | Juris Karašausks    | Dinaburg Daugavpils | 16   |
| 5 | Aleksandrs Fedotovs | Skonto Ryga         | 13   |